# República Helvética
A República Helvética (em francês:  République Hélvetique, em alemão:  Helvetische Republik, em italiano:  Repubblica Elvetica) foi um estado que durou por cinco anos, de 1798 à 1803.

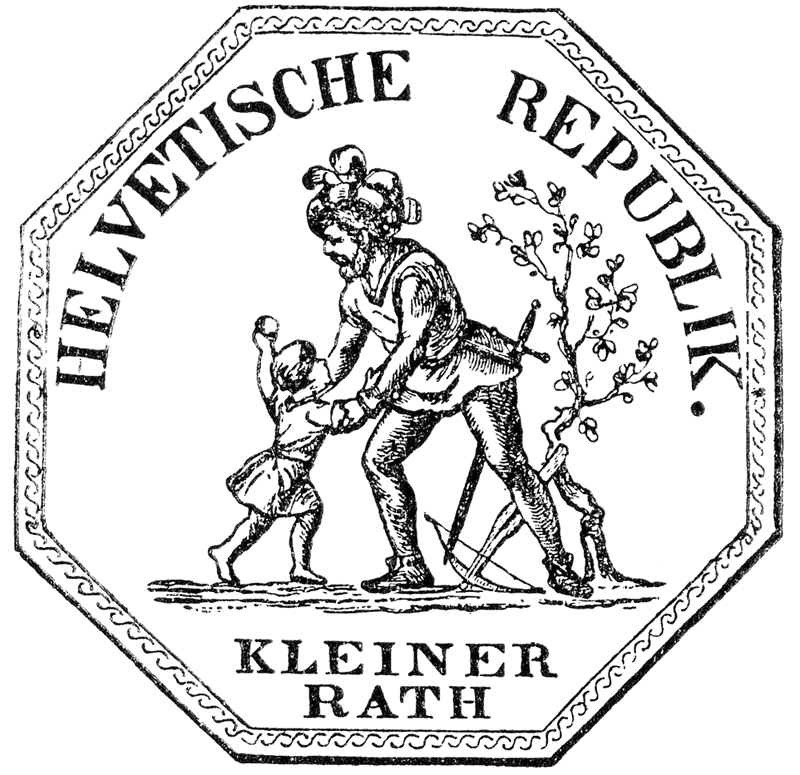
Selo oficial da República Helvética (mostrando Guilherme Tell)

Durante as Guerras Napoleônicas, os exércitos revolucionários moveram-se para o leste, englobando a Suíça em suas batalhas contra a Áustria. Em 5 de Março de 1798, a Suíça foi completamente invadida pelos franceses e a Confederação Suíça teve seu colapso. Em 12 de Abril de 1798 a República Helvética, "Una e Indivisível", foi proclamada; a soberania dos cantões e os direitos feudais foram abolidos. As forças de ocupação estabeleceram um estado centralizador baseado nas idéias da Revolução Francesa. Estas idéias "progressivas" tiveram ampla resistência, particularmente nas áreas centrais da confederação, e um levantamento em Nidwalden foi esmagado pelas forças de ocupação.
Não havia unidade entre a velha confederação sobre o futuro da Suíça. Tentativas de golpe foram frequentes, mas os franceses se mantiveram no poder. As forças de ocupação arrasaram muitas cidades e vilas, assim como o velho estado. Isto tornou difícil a implantação de um novo estado trabalhador. Junto com a resistência local, problemas financeiros levaram a República Helvética a falhar como um estado. A instabilidade na república atingiu seu ápice em 1802–1803; em 1803 tropas adicionais francesas entraram no país.
Em 19 de Fevereiro de 1803, Napoleão Bonaparte introduziu a Ata de Mediação. Isto foi essencialmente um acordo entre a velha e a nova ordem. O estado centralizado foi abolido.
Em 1815 a República caiu das mãos de Napoleão. A partir daí ocorreu uma Restauração na Suíça, e em 1848 a Suíça toma as fronteiras atuais.
Há lembranças da República Helvética na Suíça moderna, como certos aspectos de alguns cantões e constituições.

## Divisões Administrativas
Os antigos cantões soberanos foram reduzidos a meros distritos administrativos, e a fim de enfraquecer velhas estruturas de poder, novas fronteiras foram definidas para alguns cantões. O Ato de 1798 resultou nos 19 cantões seguintes:
- Argóvia (sem Bade e Fricktal)
- Bade
- Basileia (Basel)
- Bellinzona
- Berna (sem Oberland)
- Friburgo
- Lemano (correspondendo a Vaud)
- Linth
- Lugano
- Lucerna
- Oberland
- Récia (correspondendo a Grisões)
- Säntis
- Schaffhausen
- Soleura
- Turgóvia
- Waldstätten
- Valais
- Zurique